# Aldo Notari
Pour les articles homonymes, voir Notari.
Aldo Notari, né le 6 septembre 1932 et décédé le 25 juillet 2006, fut le président de la Fédération internationale de baseball de 1993 à 2006. Il était le premier Européen à occuper ce poste. Il était en poste lorsque le Comité international olympique (CIO) décida de retirer le baseball et le softball des compétitions sportives à partir des jeux de Londres en 2012. 